# Lochmaeocles callidryas
Lochmaeocles callidryas là một loài bọ cánh cứng trong họ Cerambycidae.